# 단방

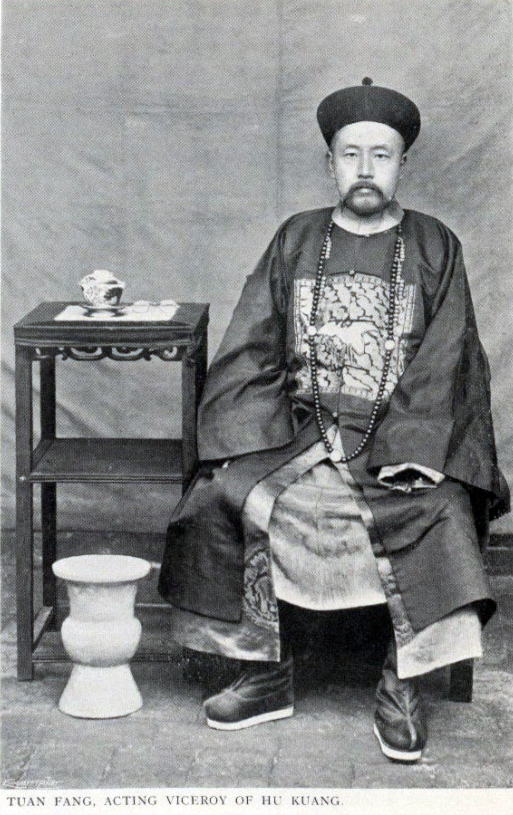
호광총독 재임시의 단방

단방(중국어: 端方, 병음: Duānfāng 돤팡[*], 1861년 ~ 1911년)은 청말의 정치가, 금석학자, 수집가이다. 자는 오교(午橋), 호는 도재(匋齋), 시호는 충민(忠敏)이다.

## 생애
만주 정백기(正白旗) 출신으로 탁특극(托忒克)씨이다. 1861년 4월 20일 단방은 직례의 만주 귀족 가정에서 태어났다. 1882년에 거인이 되어, 원외랑, 후보낭중을 역임했다. 변법자강 운동을 지지했으나 무술정변 이후에 영록과 이연영의 보호를 받아 처벌을 면했다. 1898년 직례패창도에 임명되었지만, 조정이 북경에 농공상국을 창설하면서 단방이 소화되어 국무를 맡았다. 이 때 「권선가」(勸善歌)를 제안해 서태후의 칭찬을 받고, 삼풍정대를 받았다.
그 뒤 섬서성에 파견되어 안찰사, 포정사, 순무대리를 역임했다.1900년 의화단의 난으로 인해 북경이 8개국 연합군에 점령되어 서태후와 광서제가 섬서성의 서안에 대피했다. 단방은 그 대응에 공적이 있다고 여겨져 하남포정사에 임명되었고, 그 뒤 호북순무로 승진하였다. 1902년에 호광총독 대리가 되고, 다시 양강총독 대리 겸 호남순무를 역임했다.
1905년 북경에 귀환되어 민절총독에 임명되었다. 취임하기 전에, 재택(載澤)·대홍자(戴鴻慈)·서세창(徐世昌)·소영(紹英)과 함께 외국에 입헌 제도를 시찰하도록 명령받았다(다만 출발일에 혁명파인 오월(吳樾)의 자폭 테러로 인해, 출발은 연기되어 서세창·소영이 이성탁·상기형과 교대했다). 12월 7일, 군함으로 진황도에서 출발하여 상해로 간 뒤, 12월 19일 미국 선박으로 상해에서 출발했다. 5인의 대신은 일본, 미국, 영국, 프랑스, 독일, 덴마크, 스웨덴, 노르웨이, 오스트리아-헝가리, 러시아의 10개국을 시찰한 뒤 다음 해 8월에 귀국했다. 귀국후 시찰 결과를 총괄한 「청정국시이안대계절」(請定國是以安大計折)를 상주하여, 일본의 메이지 유신을 모방하여 헌법을 제정할 것을 주장하였다. 스스로 편찬한 「구미정치요의」(歐美政治要義)를 또한 헌상했다. 이것은 입헌 운동의 중요한 저작으로 평가받고 있다.
귀국후 양강총독이 되었다가 1909년 직례총독이 되었다. 1911년 청조의 철도 국유화 정책에 반대해 사천성에서 보로 운동이 전개되어, 조정에서 9월 사천총독 조이풍(趙爾豊)을 해임한 뒤 단방에게 총독 대리를 명했다. 단방은 신군을 인솔하여 자주에 들어갔지만, 11월 27일에 신군의 반란이 일어나 단방은 척살되었다.

## 교육 활동
단방은 중국 신식 교육의 창시자 중 한 사람이다. 호북·호남순무에 있었을 때에는 각 도·부에 사범학원을 창설했다. 강소순무에 재임할 때에는 중국 최초의 유치원과 성립 도서관을 창설하여, 많은 유학생을 파견했다. 양강총독 재임시에는 남경에 기남학당(暨南学堂, 현재의 지난 대학)을 설립했다.